# Securidaca savannarum
Securidaca savannarum är en jungfrulinsväxtart som beskrevs av John Julius Wurdack. Securidaca savannarum ingår i släktet Securidaca och familjen jungfrulinsväxter. Inga underarter finns listade i Catalogue of Life.